# Paolo Romeo (politico)
Paolo Romeo (Reggio Calabria, 19 marzo 1947) è un politico e avvocato italiano.
È stato parlamentare della Camera dei deputati per il Partito Socialista Democratico Italiano durante la XI legislatura (1992-1994). Nel 2004 è stato condannato in via definitiva per concorso esterno in associazione mafiosa.

## Biografia
Da studente universitario si avvicina prima al FUAN, partecipa ai Moti di Reggio. 
Negli anni settanta resta vicino alla destra extraparlamentare. È eletto nel 1975 consigliere comunale di Reggio Calabria per il MSI, avvocato difensore del principe Junio Valerio Borghese, coinvolto nel tentato Golpe del 1970. 
Nel 1981 aderisce al PSDI nelle cui liste torna consigliere comunale e assessore. Nel 1990 è eletto consigliere regionale PSDI in Calabria. Secondo una deposizione di Franco Freda, la sua iscrizione alla massoneria risale agli anni '80.
Nel 1992 è eletto deputato alla Camera per il Partito Socialista Democratico Italiano nel collegio di Catanzaro. È segretario della commissione di vigilanza Rai fino al 1994.
Nel settembre 1992 si iscrisse anche al Partito Radicale, come membro del consiglio federale.
Dopo il biennio parlamentare non è rieletto nel 1994 alla Camera e torna all'avvocatura.

## Procedimenti giudiziari
L'11 gennaio 1980 è arrestato per favoreggiamento nella latitanza di Franco Freda e scarcerato il successivo 22 aprile.
Nel 1993 è stato indagato perché indicato da un pentito tra i mandati nel 1970 della strage di Gioia Tauro, e prosciolto in istruttoria nel 1995.
Accusato di legami con la 'ndrangheta calabrese, nel luglio 1993 la magistratura richiede alla Camera dei Deputati l'autorizzazione all'arresto perché accusato "di essere 'dirigente' di una cosca della 'ndrangheta dedita agli omicidi, al traffico di stupefacenti, al controllo di attività economiche pubbliche e private".
Nel 1995 lo arrestano a seguito delle dichiarazioni del pentito della 'ndrangheta Filippo Barreca, ma viene rilasciato poco dopo.
La prima sezione della Corte di Assise di Reggio Calabria con sentenza del 12 ottobre 2000 lo ha condannato a cinque anni di reclusione con l'accusa di associazione per delinquere di stampo mafioso. La condanna, ridotta a tre anni e per concorso esterno, diventa definitiva in Cassazione nel febbraio 2004 e lo riporta in carcere.
Nei suoi confronti è stato disposto un provvedimenti di custodia cautelare in carcere, il 9 novembre 2004, insieme all'ex deputato Amedeo Matacena, nell'ambito di un'inchiesta per pressioni esercitate su alcuni magistrati della Procura distrettuale di Reggio Calabria, al fine di condizionare le inchieste che stavano svolgendo sulle collusioni tra ambienti politici e mafiosi reggini. L'inchiesta era stata condotta dalla Procura distrettuale di Catanzaro e la richiesta di emissione delle ordinanze di custodia cautelare è stata firmata dal procuratore della Repubblica di Catanzaro, Mariano Lombardi, dal procuratore aggiunto, Mario Spagnuolo, e dal sostituto procuratore Luigi de Magistris. Il 27 maggio 2009, Romeo viene assolto perché "il fatto non sussiste".
Nel maggio 2014 risulta coinvolto nell'inchiesta sulla latitanza di Amedeo Matacena che ha portato all'arresto dell'ex ministro Claudio Scajola. Successivamente emerge la sua estraneità alla operazione medesima, frutto di errore giornalistico.
Il 10 maggio 2016 Gli viene notificato un ordine di custodia cautelare dalla DDA di Reggio Calabria, nell'ambito dell'operazione "Fata Morgana", con le accuse di estorsione e intestazione fittizia di beni, con l'aggravante di aver favorito la 'ndrangheta. Il 27 giugno il Tribunale del riesame di Reggio Calabria conferma la custodia cautelare in carcere.
Nel luglio 2016 gli viene nuovamente notificato un ordine di arresto nell'ambito dell'inchiesta "Mammasantissima" in quanto, secondo la procura, Romeo, il senatore Antonio Caridi e l'ex assessore regionale Alberto Sarra sono ai vertici della struttura segreta che governa la 'ndrangheta. Il 9 marzo 2017 viene rinviato a giudizio dal GUP di Reggio Calabria con l'accusa di associazione mafiosa.
Attualmente è imputato nel processo Gotha.
Il 28 dicembre 2019, all'indomani dell'operazione Rinascita-Scott contro la 'Ndrangheta vibonese compiuta dal Procuratore di Catanzaro Nicola Gratteri, in un'intervista al Fatto Quotidiano, il sindaco di Napoli Luigi de Magistris, ex sostituto procuratore di Catanzaro, ha riferito alle sue indagini su Paolo Romeo ed ai collegamenti tra 'Ndrangheta, politica, magistratura e massoneria deviata, l'inizio delle ispezioni che porteranno a provvedimenti contro di lui.
Il 26 maggio 2021, al termine della requisitoria nell'ambito del Processo Gotha, il Procuratore di Reggio Calabria Giovanni Bombardieri e l'aggiunto Giuseppe Lombardo, hanno chiesto per Romeo la condanna a 28 anni in quanto responsabile di essere la "testa pensante" della 'ndrangheta nell'organizzazione di un ampio sistema di relazioni occulte che per decenni ha trasformato Reggio Calabria in un "enorme laboratorio criminale". Il 30 luglio 2021 il Tribunale di Reggio Calabria lo ha condannato a 25 anni di carcere.